# Emgrand

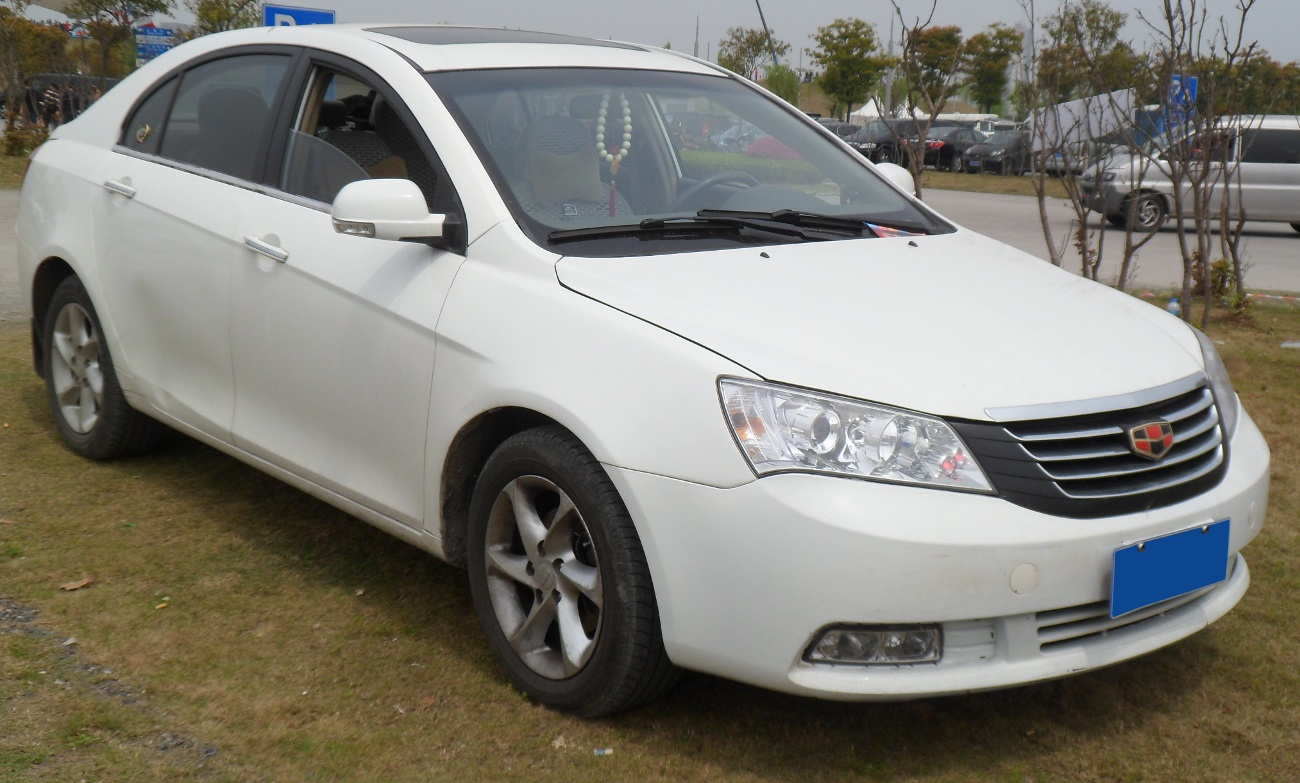
Emgrand EC7

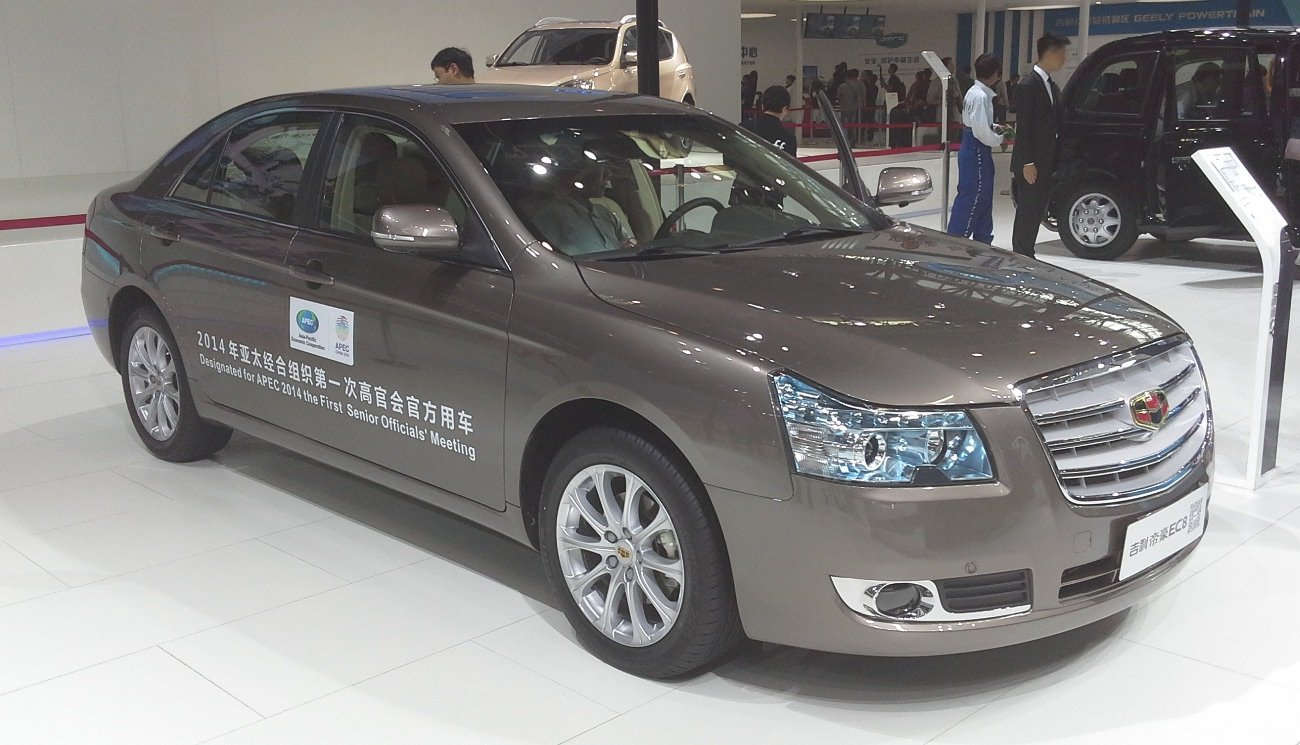
Emgrand EC8

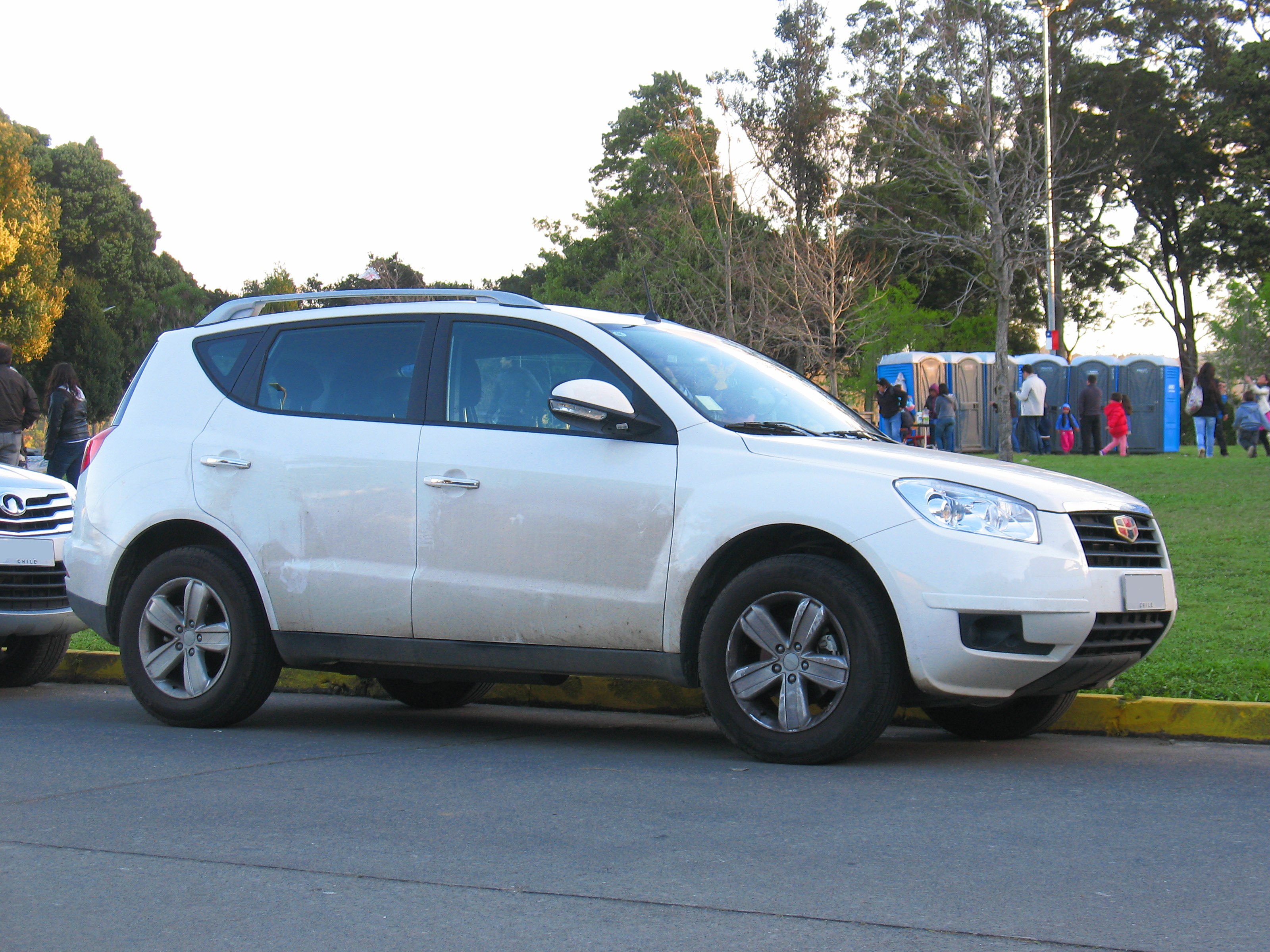
Emgrand EX7

Emgrand war eine Marke des chinesischen Automobilherstellers Geely aus Hangzhou.

## Beschreibung
Die Markteinführung war im Juli 2009. Unter dem Namen Emgrand wollte Geely eine Modellpalette aufbauen, welche über die Qualität und nicht nur über den Preis mit ausländischen Marken konkurrieren sollte. Ob die Fahrzeuge auch in Westeuropa oder den USA angeboten werden sollten, war offen; vereinzelte Sichtungen aus Amsterdam sprachen jedoch dafür.
Geely gab an, dass die Emgrand-Modelle für 5 Sterne im EuroNCAP-Crashtest tauglich seien. Die Motoren sollten bereits die Euro-5-Abgasnorm erfüllen. Die bisherigen Emgrand-Modelle waren preislich zwar noch unter aktuellen Konkurrenzmodellen aus dem Ausland angesiedelt, lagen aber mehr als 50 % über den sonstigen chinesischen Fahrzeugen der gleichen Klasse.
2014 wurde die Einstellung der Marke angekündigt und bis 2016 durchgeführt. Als Modellbezeichnung nutzt Geely den Namen weiterhin.

## Modellpalette
Emgrand EC6-RV
Der EC6 war ein Kleinwagen-SUV, der dem Mini Countryman ähnelte.
Emgrand EC7 und EC7-RV
Der EC7 war das erste Modell der Marke überhaupt und war ein Fahrzeug der Kompaktklasse.
Emgrand EC8
Der EC8 war eines der ersten in China entwickelten Mittelklasse-Autos. Auf dieser Basis sollte auch eine Stretch-Limousine entstehen, die faktisch die Serienversion eines Rolls-Royce-Plagiats war, welches 2009 auf einer Messe gezeigt wurde.
Emgrand EX7
Der EX7 war ein SUV, das auf der Beijing Auto Show 2010 vorgestellt wurde.
Emgrand EV7
Der EV7 war ein nur als CAD-Modell existierender Minivan. Parallel zu diesem sollten Versionen für die anderen Marken des Konzerns entstehen.